# Sonny Falconetti
Pour les articles homonymes, voir Falconetti (homonymie).
Pas d'image ? Cliquez ici

a Compétitions nationales et continentales officielles uniquement.

b Matchs officiels uniquement.
Dernière mise à jour le 30 juin 2013.
Sonny Falconetti est un joueur de rugby à XV français, né le 31 janvier 1990 à Ollioules (Var), qui évolue au poste d'ailier.
Il fait ses débuts avec l'équipe professionnelle du RC Toulon le 30 août 2008 lors du match de Top 14 contre le CA Brive. Il joue par la suite deux matches en Challenge européen contre les Northampton Saints et Bristol. N'étant pas encore un titulaire incontestable, il continue à jouer avec l'équipe espoir lorsqu'il n'est pas appelé dans l'équipe première de Toulon.

## Carrière

### En club
- Jusqu'en 2007 : US seynoise Rugby
- 2007-2010 : RC Toulon
- 2010-2013 : RC Narbonne
- 2013-2019 : US seynoise Rugby

### En équipe nationale
- Équipe de France des - de 17 ans : 2007
- Équipe de France des - de 18 ans : 2008-2009
- Équipe de France des - de 20 ans : 2009